# Stretford End

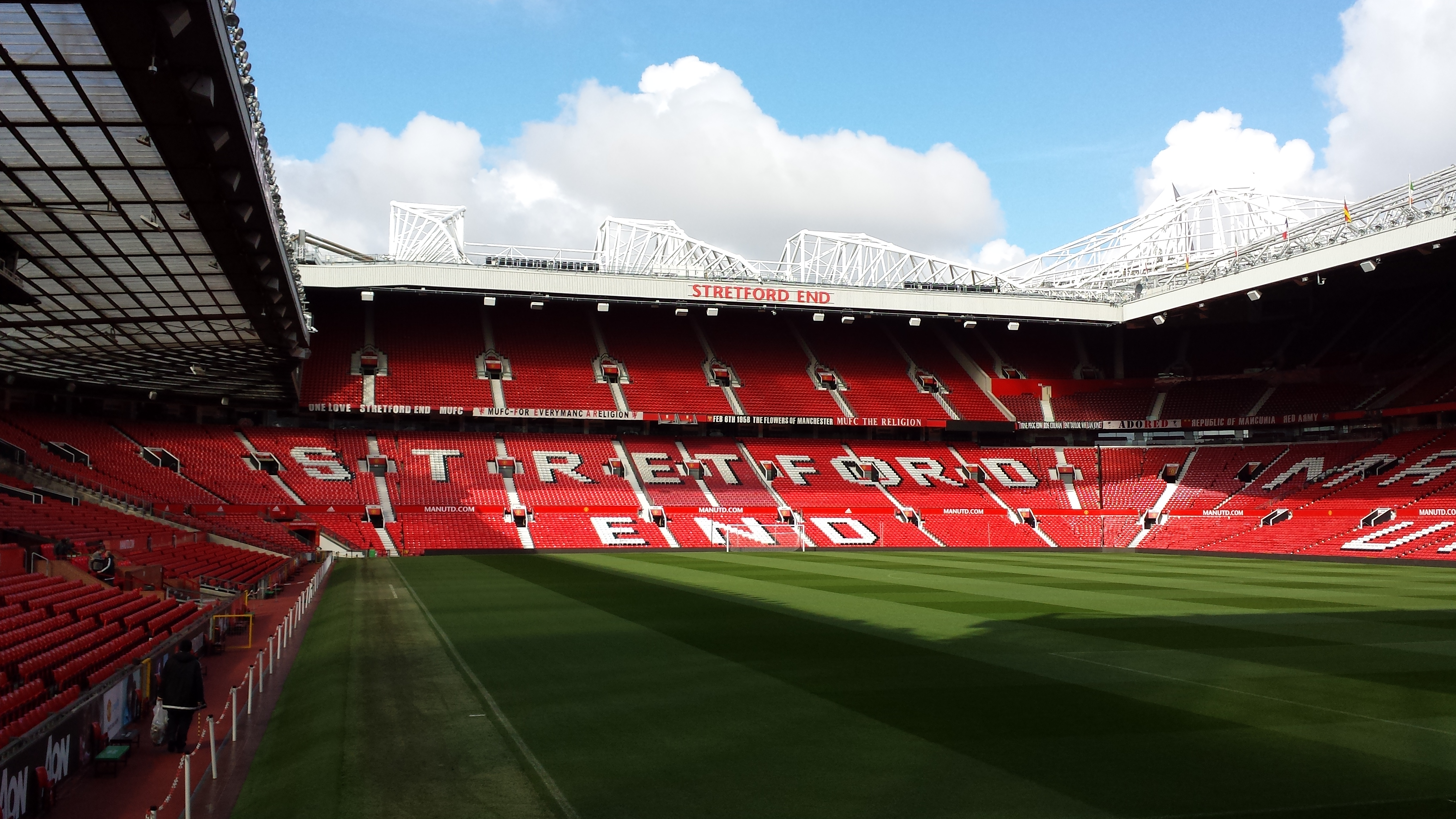
Foto do Stretford End, tirada do canto sudeste do chão.

O Stretford End, anteriormente conhecido simplesmente como West Stand, é uma arquibancada no Old Trafford, o estádio do Manchester United. Essa leva o nome da vizinha cidade histórica de Stretford. A arquibancada é dividida em duas camadas e, em comum com o restante do estádio, possui um teto em consola.

## História

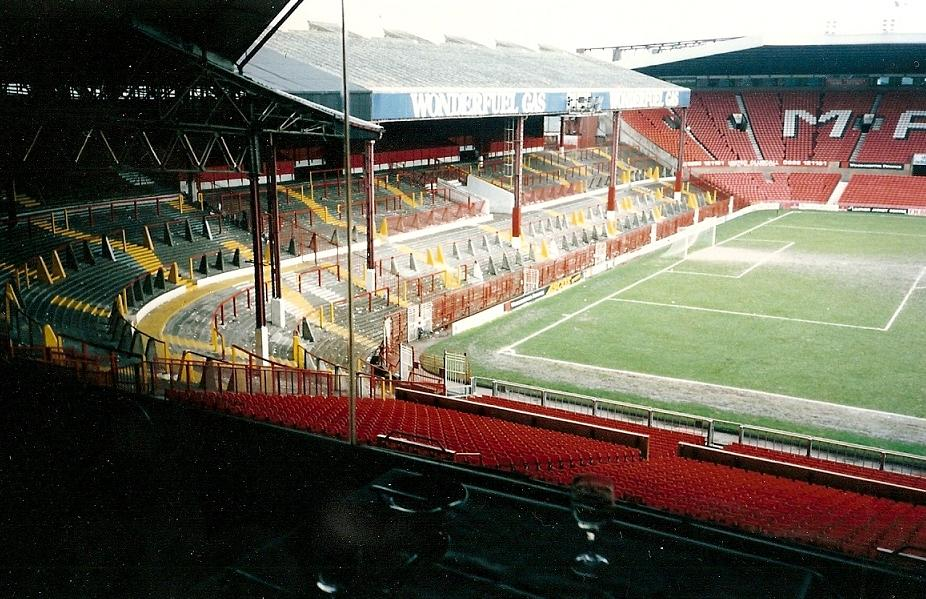
Os terraços do Stretford End antes de 1993.

Nos dias que antecederam os estádios em que era possível sentar-se em todos os lugares, o Stretford End era a principal área em pé do terreno, acomodando cerca de 20 000 fãs. O último jogo disputado em frente ao terraço foi o jogo final da temporada 1991-1992, com uma vitória por 3 a 1 sobre o Tottenham Hotspur em 2 de maio de 1992.
O terraço foi demolido durante a temporada de 1992 e substituído por uma cantileverconsola de 10 milhões de libras no final da temporada 1992-93, dando a Old Trafford um estádio que cumprisse o Relatório Taylor (que exigia que todos os Clubes da Premier League e da Primeira Divisão deveriam ter estádios em que era possível sentar-se em todos os lugares no início da temporada 1994-95), e seu nome foi oficialmente alterado para "West Stand", embora ainda seja conhecido como Stretford End e até tenha assentos brancos que soletram o nome.
A reconstrução do Stretford End foi proposta pela primeira vez no verão de 1989, quando o presidente Martin Edwards propôs a venda do clube e estava disposto a vender suas ações por 10 milhões de libras e prometer 10 milhões de libras a qualquer novo proprietário pela reconstrução do Stretford End. No entanto, a proposta de venda do clube para Michael Knighton fracassou e Edwards permaneceu o proprietário do clube por mais de uma década após isso.
Para a temporada 2000-01, um segundo nível de assentos foi adicionado. Além de hospedar uma série de camarotes executivos, o primeiro nível do West Stand agora é parcialmente ocupado pela área de estar da família. Na esquina com o South Stand, fica o túnel dos jogadores.
Somente Denis Law (nos anos 60) e Éric Cantona (nos anos 90) alcançaram o status de "rei do fim de Stretford" entre os torcedores do United, o primeiro por seu formidável recorde de gols e o segundo por seu carisma e aura.
Após o término do contrato de patrocínio do Manchester United com a Vodafone, o nome do próximo patrocinador, AIG, não foi exibido nos assentos. O 'Nike Swoosh' foi transferido para o East Stand e as palavras "Stretford End" foram escritas com assentos brancos no West Stand.

## Estátua
O Stretford End tem uma estátua de Denis Law no saguão superior, que foi inaugurada em 23 de setembro de 2002. Law era conhecido como o "Rei do Stretford End", pois foi idolatrado pelos torcedores do End.